# مجانسات ذبابة الأزهار
مجانسات ذبابة الأزهار (الاسم العلمي:Anthomyiinae ) هي أسرة من الحشرات تتبع فصيلة ذباب الأزهار من رتبة ذوات الجناحين.

## التصنيف
- قرينات ذبابة الأزهار
  - ذبابة الأزهار